# Bezwaarprocedure Nederlandse rijksbelastingen
In Nederland is de bezwaarprocedure het eerste rechtsmiddel dat een belanghebbende ter beschikking staat in een bestuursrechtelijke procedure, waaronder een bezwaar tegen een rijksbelastingaanslag.
Artikel 6:4 van de Algemene wet bestuursrecht (Awb) bepaalt dat men bezwaar kan maken tegen een besluit door het indienen van een bezwaarschrift bij het bestuursorgaan dat het besluit heeft genomen, in dit geval de Belastingdienst. Dit orgaan zal bij ontvankelijkheid onderzoeken of het zijn beslissing zal herzien. 
Bezwaar maken tegen een aanslag inkomstenbelasting kan naar keuze online met DigiD, of schriftelijk. Vaak is het niet nodig bezwaar te maken, en is een wijziging doorgeven voldoende.

## Ontvankelijkheid
Voorwaarden voor ontvankelijkheid:
- Het bezwaar moet binnen de gestelde bezwaartermijn ontvangen zijn.
- De indiener moet belanghebbende zijn, in dit geval de belastingplichtige.
- Een bezwaarschrift moet duidelijk gemotiveerd zijn. In concreto betekent dit dat het moet vermelden:
  - Naam, adres, etc. van de belanghebbende.
  - De aanslag waar de belanghebbende bezwaar tegen maakt.
  - Waarom de belanghebbende er bezwaar tegen maakt.
  - Wat de belanghebbende in concreto van het bestuursorgaan wil, in dit geval een verlaging van het belastingbedrag.

Het bestuursorgaan vervult zijn taak zonder vooringenomenheid (art. 2:4 lid 1 Awb.): dit geldt ook voor de bezwaarschriftenprocedure. Het bestuursorgaan zal toetsen of de persoon die beweert belanghebbende te zijn dit ook is, en zal vervolgens de beslissing volledig heroverwegen, dus ook toetsen aan de doelmatigheid (oftewel de eigen voorschriften). In een later stadium kan de rechter de doelmatigheid niet meer toetsen, alleen nog de rechtmatigheid van de beslissing.
Belastingrecht heeft zijn eigen beroepsinstellingen.

## Fasen
1. Indiening bezwaarschrift door een belanghebbende (art. 6:4 en 6:5 Awb). 
  - Bij niet-ontvankelijkheid wegens het niet hebben voldaan aan de vormvoorschriften, is er nog herstel hiervan mogelijk.
2. De belanghebbenden kunnen stukken indienen tot 10 dagen voor de hoorzitting (art. 7:4 lid 1 Awb).
3. Het bestuursorgaan beslist of het horen in het openbaar plaatsvindt (art. 7:5 lid 2 Awb) en de belanghebbenden worden in elkaars aanwezigheid gehoord tenzij op verzoek een afzonderlijke hoorzitting plaatsvindt (art. 7:6 Awb). Van de hoorzitting wordt een verslag gemaakt door de secretaris (art. 7:7 Awb).
4. De beslissing op bezwaar wordt genomen binnen zes weken (bij een adviescommissie twaalf weken) gerekend vanaf de dag na die waarop de termijn voor het indienen van het bezwaarschrift is verstreken (art. 7:10 lid 1 Awb) en deze termijn kan met ten hoogste zes weken worden verdaagd (art. 7:10 lid 3 Awb).
5. In belastingrecht geldt een beslistermijn van 1 jaar (art. 25 Algemene wet inzake rijksbelastingen).
6. De beslissing op bezwaar dient te berusten op een deugdelijke motivering (art. 7:12 lid 1 Awb) en moet worden bekendgemaakt door toezending of uitreiking (art. 7:12 lid 2 Awb). 
  - De beslissing op bezwaar kan inhouden: (kennelijk) niet-ontvankelijk, (kennelijk) ongegrond en (kennelijk) gegrond. In het laatste geval herroept het bestuursorgaan het bestreden besluit en neemt voor zover nodig in de plaats daarvan een nieuw besluit (art. 7:11 lid 2 Awb).

## Massaal bezwaar
Artikel XVI van de Wet van 23 december 2015 tot wijziging van enkele belastingwetten en enige andere wetten (Overige fiscale maatregelen 2016)  heeft met ingang van 1 januari 2016 een bestaande massaalbezwaarregeling ingrijpend gewijzigd door in de Algemene wet inzake rijksbelastingen (AWR) artikel 25a te vervangen door Afdeling 1a, Massaal bezwaar (art. 25c-25f), waarmee de reikwijdte van een massaalbezwaarprocedure is ingeperkt: iedere belastingplichtige moet sindsdien individueel en binnen zes weken na de definitieve aanslag bezwaar maken om mee te doen aan een massaalbezwaarprocedure. De regeling is als volgt geworden.
Indien naar het oordeel van de minister voor de beslissing op een groot aantal bezwaarschriften de beantwoording van eenzelfde rechtsvraag van belang is, kan hij een aanwijzing massaal bezwaar geven. De aanwijzing massaal bezwaar bevat de te beantwoorden rechtsvraag, al dan niet met accessoire kwesties. De aanwijzing massaal bezwaar geldt voor bezwaren voor zover die deze rechtsvraag betreffen, mits het bezwaarschrift is ingediend vóór de dag waarop de collectieve uitspraak wordt gedaan, de indiening tijdig is (binnen zes weken na de definitieve aanslag) en nog geen uitspraak op het bezwaarschrift is gedaan. De termijn om te beslissen op bezwaren waarvoor de aanwijzing massaal bezwaar geldt, wordt opgeschort tot en met de dag voorafgaande aan de dag waarop de collectieve uitspraak wordt gedaan. Met het oog op beantwoording van de betreffende rechtsvraag door de bestuursrechter in belastingzaken selecteert de inspecteur een of meer zaken. De inspecteur kan met de belanghebbenden in de geselecteerde zaken een vergoeding overeenkomen voor griffierecht en proceskosten.
Binnen zes weken nadat de rechtsvraag, al dan niet met accessoire kwesties, onherroepelijk is beantwoord, beslist de inspecteur door middel van één collectieve uitspraak op bezwaren waarvoor de aanwijzing massaal bezwaar geldt. Indien de bestuursrechter in belastingzaken de rechtsvraag heeft voorgelegd aan de Hoge Raad ter beantwoording bij wijze van prejudiciële beslissing, kan de inspecteur collectief uitspraak doen binnen zes weken nadat die bestuursrechter heeft beslist.
De collectieve uitspraak wordt bekendgemaakt door gelijktijdige kennisgeving ervan in de Staatscourant en op de website van de Belastingdienst. Tegen de collectieve uitspraak kan geen beroep worden ingesteld. Indien de inspecteur bij de rechterlijke uitspraak geheel of gedeeltelijk in het ongelijk is gesteld, vermindert hij de belastingaanslagen en beschikkingen waarop bezwaren waarvoor de aanwijzing massaal bezwaar geldt betrekking hadden binnen zes maanden na de kennisgeving van de collectieve uitspraak. Indien de bezwaren waarvoor de aanwijzing massaal bezwaar geldt betrekking hebben op ingehouden of op aangifte afgedragen belasting verleent de inspecteur binnen zes maanden na de kennisgeving van de collectieve uitspraak een teruggaaf.
Als een aanwijzing massaal bezwaar betrekking heeft op een rechtsvraag die van belang is voor een belastingplichtige, kan deze, als hem hierna of minder dan zes weken hiervoor een definitieve aanslag wordt/is opgelegd, gemakkelijk meeliften op de uitkomst van een gerechtelijke procedure, door, binnen zes weken na het ontvangen van de aanslag bezwaar te maken op basis van de betreffende rechtsvraag, mits op de dag van het bezwaar nog geen collectieve uitspraak is gedaan.
Voor 2023 is de invoering gepland van de proceduresoort massaal bezwaar plus.